# Dänischer Fußballpokal 1963/64
Der Dänische Fußballpokal 1963/64 war die zehnte Austragung des dänischen Pokalwettbewerbs der Männer. Er wurde vom dänischen Fußballverband ausgetragen. Das Finale fand traditionell am Himmelfahrtstag (7. Mai 1964) im Københavns Idrætspark von Kopenhagen statt. Pokalsieger wurde Esbjerg fB, der sich im Finale gegen Odense KFUM durchsetzte.
Alle Begegnungen wurden in einem Spiel ausgetragen. Bei unentschiedenem Ausgang wurde zur Ermittlung des Siegers eine Verlängerung gespielt. Stand danach kein Sieger fest, folgte ein Elfmeterschießen. Ab dem Halbfinale wurde bei einem Remis das Spiel wiederholt.

## 1. Runde
Es nahmen 56 Mannschaften von der dritten Klasse abwärts teil.
|                        | Ergebnis              |                    |
| ---------------------- | --------------------- | ------------------ |
| AIK Frederiksholm      | 1:2                   | BK Rødovre         |
| Holeby IF              | 1:8                   | Roskilde BK        |
| Kastrup BK             | 4:2                   | Helsingør IF       |
| Lyngby BK              | 6:1                   | Østerbros Boldklub |
| Vorup Frederiksberg BK | 8:0                   | Hadsund BK         |
| IF AIA-Tranbjerg       | 12:10                 | Taars-Ugilt IF     |
| Assens G&IK            | 2:3                   | Bjerringbro IF     |
| Borup IF               | 0:5                   | Herning Fremad     |
| Brande IF              | 1:3                   | Viby IF            |
| Esbjerg KFUM           | 3:2                   | Kolding IF         |
| FIF Hillerød           | 4:1                   | BK Frem Sakskøbing |
| Hjørring IF            | 2:3                   | IK Skovbakken      |
| Hobro IK               | 5:3                   | Nyborg G&IF        |
| Holbæk B&I             | 8:1                   | Nexø BK            |
| Hvidovre IF            | 9:2                   | Taastrup FC        |
| Glostrup IF 32         | 2:2 n. V. (4:3 i. E.) | Frederiksberg BK   |
| Kalundborg GB          | 1:3                   | Søborg BK          |
| KFUM Kopenhagen        | 0:3                   | BK Fremad Valby    |
| Knabstrup IF           | 3:2                   | B 1908 Amager      |
| Middelfart G&BK        | 1:2                   | Silkeborg IF       |
| Nakskov BK             | 3:2                   | Næstved IF         |
| Næsby G&IF             | 1:2                   | Vejen SF           |
| Politiets IF           | 3:2                   | B 1921 Nykøbing    |
| Rudkøbing BK           | 2:5                   | Aalborg Freja      |
| Slagelse B&I           | 4:0                   | BK Marienlyst      |
| Thisted FC             | 2:0                   | Svendborg fB       |
| Varde BK               | 1:4                   | IK Aalborg Chang   |
| Vordingborg IF         | 3:2                   | BK Dalgas          |

## 2. Runde
Teilnehmer waren die 28 Sieger der ersten Runde und die zwölf Vereine aus der 2. Division 1963.
|                        | Ergebnis  |                  |
| ---------------------- | --------- | ---------------- |
| Aalborg Freja          | 1:4       | B.93 Kopenhagen  |
| Knabstrup IF           | 4:3 n. V. | Kastrup BK       |
| BK Rødovre             | 1:0       | Glostrup IF 32   |
| Hvidovre IF            | 5:0       | IK Aalborg Chang |
| Skovshoved IF          | 1:5       | IF AIA-Tranbjerg |
| BK Frem Kopenhagen     | 10:00     | Bjerringbro IF   |
| BK Fremad Valby        | 7:0       | Politiets IF     |
| Esbjerg KFUM           | 3:2       | Hobro IK         |
| FIF Hillerød           | 4:1       | Søborg BK        |
| Viborg FF              | 3:1       | Frederikshavn fI |
| Ikast FS               | 2:1       | Herning Fremad   |
| Vorup Frederiksberg BK | 2:0       | Hellerup IK      |
| Odense KFUM            | 4:0       | Holbæk B&I       |
| Thisted FC             | 2:6       | Horsens fS       |
| IK Skovbakken          | 0:2 n. V. | Vejen SF         |
| Silkeborg IF           | 1:3       | Lyngby BK        |
| Nakskov BK             | 2:3       | Odense BK        |
| Vordingborg IF         | 0:2       | Roskilde BK      |
| Slagelse B&I           | 1:3       | Randers SK Freja |
| Vanløse IF             | 3:0       | Viby IF          |

## 3. Runde
Teilnehmer: Die 20 Sieger der zweiten Runde und die zwölf Vereine aus der 1. Division 1963.
|                        | Ergebnis  |                      |
| ---------------------- | --------- | -------------------- |
| BK Rødovre             | 0:1       | Randers SK Freja     |
| B 1909 Odense          | 12:10     | Esbjerg KFUM         |
| Brønshøj BK            | 4:1       | FIF Hillerød         |
| AB Gladsaxe            | 4:1       | Kjøbenhavns Boldklub |
| B 1901 Nykøbing        | 2:1       | IF AIA-Tranbjerg     |
| B.93 Kopenhagen        | 2:1       | Odense BK            |
| BK Fremad Valby        | 1:5       | Esbjerg fB           |
| Horsens fS             | 3:2       | Vejen SF             |
| Ikast FS               | 1:2       | Køge BK              |
| Lyngby BK              | 0:5       | Vejle BK             |
| Odense KFUM            | 8:3       | Knabstrup IF         |
| Vanløse IF             | 1:2 n. V. | Hvidovre IF          |
| Viborg FF              | 2:3 n. V. | Aarhus GF            |
| Vorup Frederiksberg BK | 2:1       | B 1903 Kopenhagen    |
| Aalborg BK             | 0:1 n. V. | Roskilde BK          |
| BK Frem Kopenhagen     | 0:1       | B 1913 Odense        |

## 4. Runde
Teilnehmer: Die 16 Sieger der dritten Runde.
|                  | Ergebnis              |                        |
| ---------------- | --------------------- | ---------------------- |
| AB Gladsaxe      | 1:0                   | B 1901 Nykøbing        |
| B 1909 Odense    | 3:0                   | Roskilde BK            |
| Esbjerg fB       | 2:1                   | Vorup Frederiksberg BK |
| Hvidovre IF      | 1:8                   | Aarhus GF              |
| Køge BK          | 0:0 n. V. (3:2 i. E.) | B.93 Kopenhagen        |
| Odense KFUM      | 3:0                   | Brønshøj BK            |
| Randers SK Freja | 2:4                   | Vejle BK               |
| Horsens fS       | 0:3                   | B 1913 Odense          |

## Viertelfinale
|               | Ergebnis              |               |
| ------------- | --------------------- | ------------- |
| AB Gladsaxe   | 4:0                   | Vejle BK      |
| Køge BK       | 5:5 n. V. (2:4 i. E.) | B 1913 Odense |
| Odense KFUM   | 3:1                   | Aarhus GF     |
| B 1909 Odense | 0:2                   | Esbjerg fB    |

## Halbfinale
|             | Ergebnis  |               |
| ----------- | --------- | ------------- |
| Odense KFUM | 3:2 n. V. | B 1913 Odense |
| AB Gladsaxe | 1:4       | Esbjerg fB    |

## Finale
| Paarung        | Esbjerg fB – Odense KFUM |
| Ergebnis       | 2:1 (0:0) |
| Datum          | 7. Mai 1964 |
| Stadion        | Københavns Idrætspark, Kopenhagen |
| Zuschauer      | 24.500 |
| Schiedsrichter | Carl W. Hansen |
| Tore           | 1:0 Carl Bertelsen (63.) 2:0 Bjarne Kikkenborg (71.) 2:1 Niels Erik Kildemoes (83.) |
| Esbjerg fB     | Erik Gaardhøje – Hans Jørgen Christiansen, Preben Jensen, Egon Jensen – John Madsen, Jens Jørgen Hansen, Knud Petersen, Carl Emil Christiansen – Carl Bertelsen, Jens Petersen, Bjarne Kikkenborg. Cheftrainer: Arne Sørensen |
| Odense KFUM    | Tage Jørgensen – Svend Erik Petersen, Henning Larsen, Regnar Laursen – Bent Johansen, Jørgen Larsen, Niels Erik Kildemoes, Jørgen Nielsen – Freddy Hansen, Helge Jørgensen, Karsten Wiingreen. Cheftrainer: Edvin Hansen      |